# 弁天台場
弁天台場（べんてんだいば）は、江戸時代後半天保期以降、外国船警衛策の一環として蝦夷地各地に築かれた台場群の一つで、幕末期に洋式技術を用いて改築されたものとしては箱館周辺で唯一の例。現在の北海道函館市弁天町にあり、当初は和式の小規模台場であったが、箱館開港後、同港に出入りする外国船に対抗するための海防強化策の一環として大型の洋式多角形砲台に改築された。以降函館湾の海防警衛の主体となり、箱館戦争では旧幕府軍の防衛施設の一つとして新政府軍艦隊と激戦を繰り広げた（後述）。弁天岬台場、弁天崎台場とも。各呼称の「台場」が同義の「砲台」と置き替わって表記される例もある。改築時の設計者は武田斐三郎。

## 台場の構造・戦力

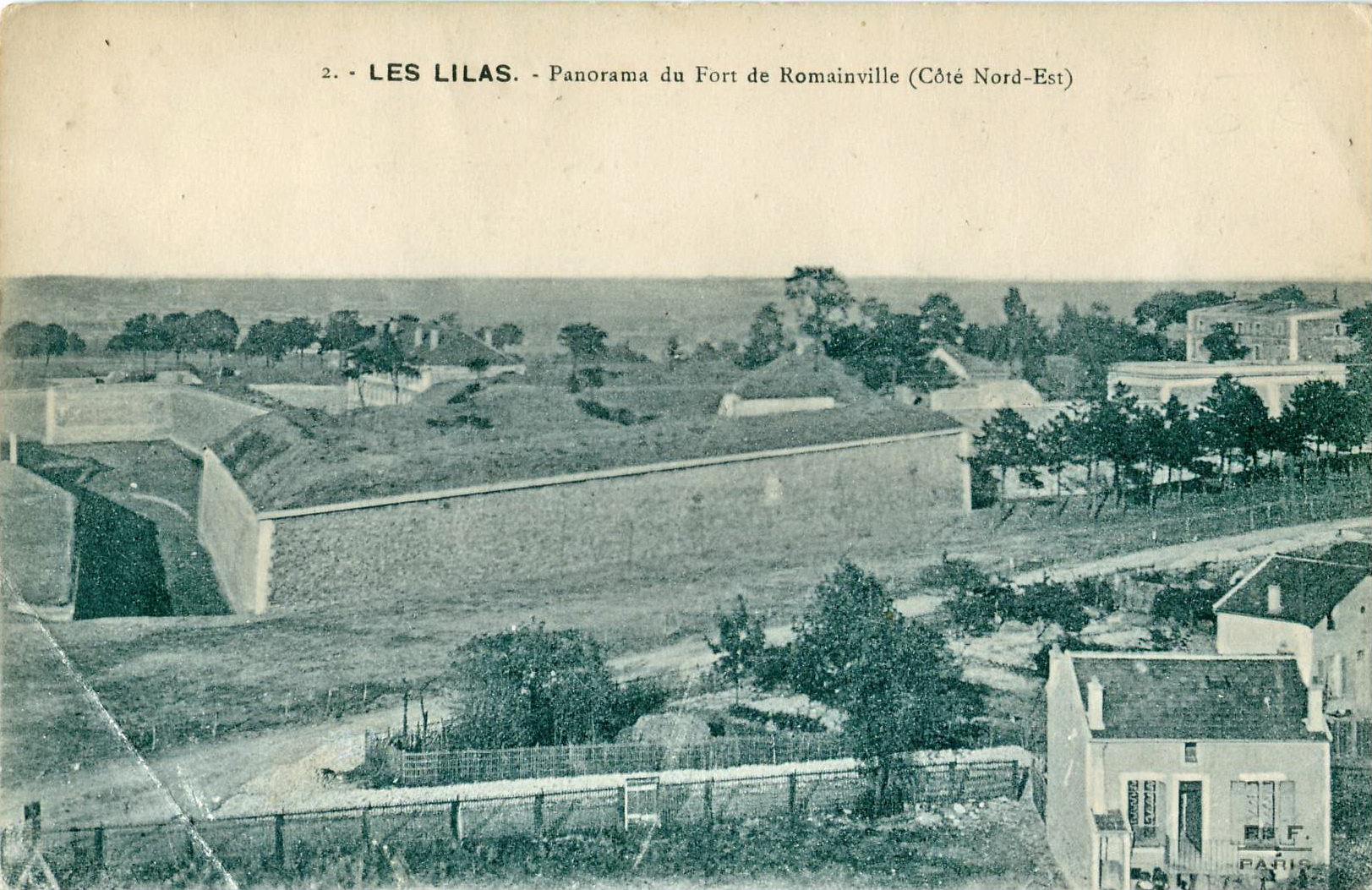
1830年代に立てられたフランス・ロマンヴィル要塞の遠景。弁天台場と同じく、コルモンテーニュ・システムなどに見られる土塁を頂部以外石壁で被覆する構造に、築造技術上の共通点が見られる。

将棋の駒にも似た不等辺六角形を為す大型の多角形要塞で、その各辺は港湾内の各方角に広く相対し、台場周囲の海上全周を射角に収める構造をとっていた。

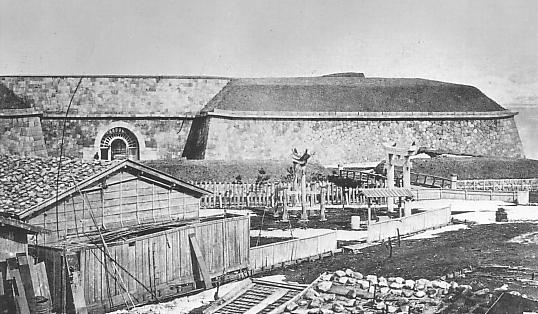
弁天台場（アーチ型入口付近）

総面積は11,611坪（約38,300㎡）、囲郭する堡塁は東南端にはトンネル式通路のアーチ型入口を構え、防壁・砲座に係る頂部を除く外面を石垣で被覆するという欧州軍事理論上の構造に基づいた、高さ37尺（約11.2m）,全周2,350尺（約712m）の土塁によって構成されていた。土石は主に函館山より切り出し、大手門などの重要な部分には、大坂から運んだ備前御影石を用いたといわれる。工事は土工を松川弁之助、石工を井上喜三郎が担当した。
60ポンド砲2門、24ポンド長カノン砲13門からなる合計15門の大型固定砲を配備し、それらを堡壁で区切られた各砲座ごとに1門ずつ据えていた。なおこの配備砲について、安政元年（1854年）に日露和親条約の交渉のため来日したプチャーチンの乗艦ディアナ号が安政の大津波により難破および激しく損傷したが、その際に救難にあたった下田住民らへの謝意として艦載砲50門を幕府に寄贈し、それがさらに弁天台場の配備砲に用いられたとの巷説が昭和10年（1935年）前後より散見されるようになる。
これに係ると目される史上の記録としては、『亀田御役所五稜郭・弁天岬御臺場御普請御用留』にある「この際寄贈された砲の総数は52門であり、万延元年（1860年）に箱館奉行からその中から弁天台場配備砲への融通を願い出、結果24門が送られることに決した」というものがある。事実予算決算上の項目（後述）では弁天台場関連予算には砲車・車台（レール式固定砲車台）・砲床など大砲関連施設に係る細目は計上されているものの、大砲そのものの購入に係る計上がなく、あるいは実際に配備砲を同艦砲で賄った可能性も考えられる。
いずれにせよ60ポンド砲（60ポンドパロット砲として）・24ポンド長カノン砲のいずれも砲身重量のみで2.5トンに及ぶ重量の大型砲であり、人力・馬力で移動牽引を行う対人の陸戦砲と異なり、固定砲座にて艦船を標的とする対艦砲を全周に配置した純然たる海防砲台を目指していたことがその装備から伺える。

## 旧弁天台場と改築までの経緯
弁天台場は函館山から北に延びる岬である弁天岬の突端に所在する。巴状をなす函館湾の入り口にあたることから、松前藩統治下の時代から、海防のための和式砲術に拠る台場が設けられていた。とはいえ、上知直前の安政元年（1854年）10月時点の弁天台場掛は士分1名・徒士2名・足軽6名と決して多くはなく、数ある台場のうちのひとつに過ぎなかった。
嘉永7年（1854年）の開国に伴う箱館の開港、および箱館周辺の上知により、遠国奉行である箱館奉行が再び配置されることとなったが、その任にあたり現地に着した堀利煕が危惧したのは函館山麓にへばりつくように展開し、巴形の湾内に艦船の碇泊が集中するため、ひとたび戦端が開かれると逃げ場のない箱館市街の民家・商家群とそれに紛れて建つ箱館御役所、旧態然とした和式砲台群による脆弱な海防網、そして開港と共に遊歩を許されたアメリカ人らがそれらを（時には函館山の上から役宅の諸々の備えすらも）自由に見て歩くことが可能であるという状況であった。

この状況を堀はつぶさに記し、同年9月、この箱館の危機的状況を打開すべく幕府へと上申し、このような「一炮粉虀之地」のままでは士気に関わり、妻子一族を連れて赴任することは、自分のみならず下役の者にすら難しいこと、およびその打開策として、対岸の亀田あるいは有川(現在の北斗市付近)辺に、外部から隠蔽されかつ退路も確保された御役所建物を建設することを要望する。

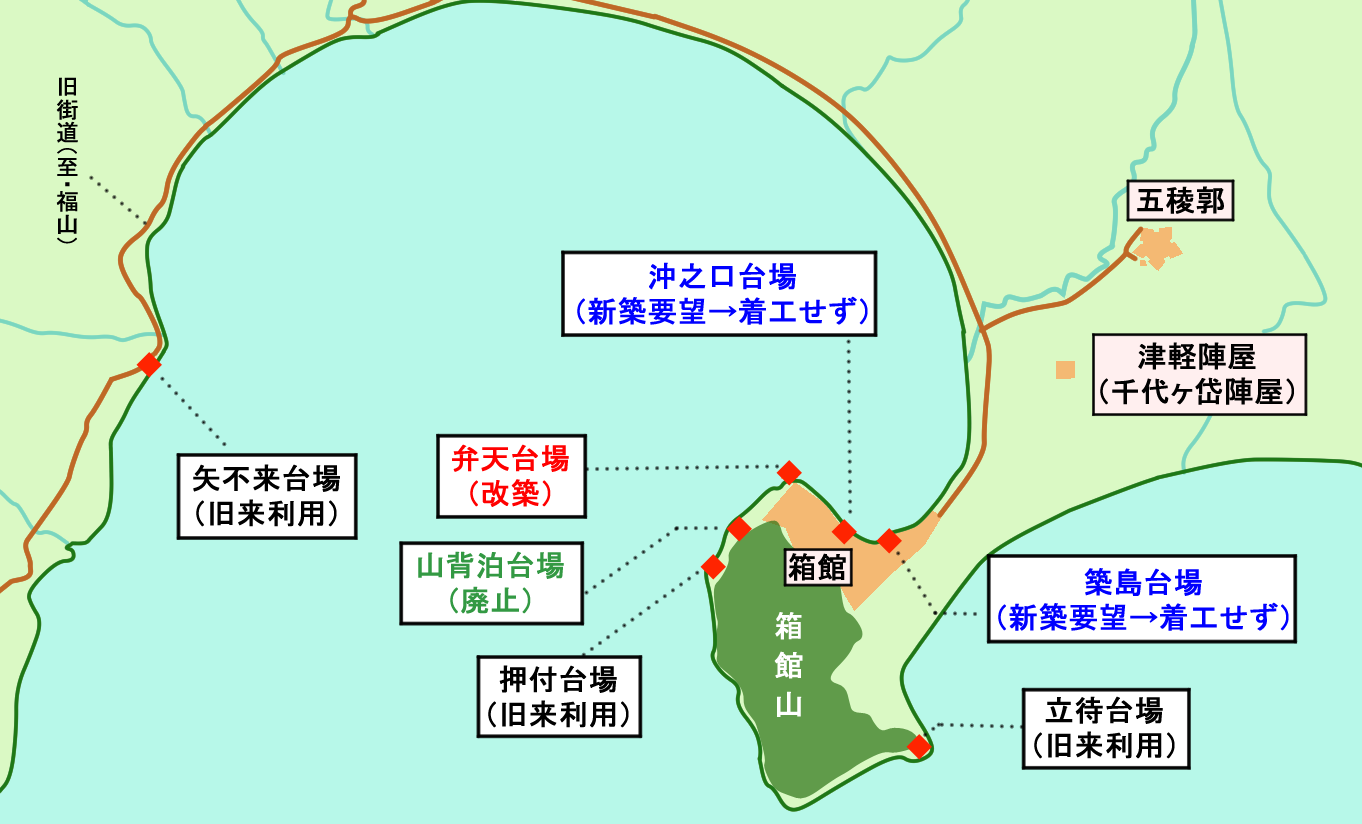
箱館表で予定された新・改築対象の台場群とその配置（時田 太一郎 2025「五稜郭における19世紀洋式軍学の実践実態とその特筆性の分析」『北斗市郷土資料館研究紀要』第2号より引用）

この3ヶ月後の改元して安政元年（1854年）12月、堀は竹内保徳と連名で御役所移転地を亀田の奥地に決定したことと、さらにもう一件の懸念を幕府に上申する。それが、箱館周辺の海防台場網の刷新案であった。
この上申に先んじて、堀らは自ら船を出し、函館湾海上より改めてその眺望を確認していた。そこに見たのは、船中からは市店村落に至るまで一望に見通すことができ、そこを行き来する人々の進退や動作まで明らかなほどの「平沙之地」である箱館周辺地域の防衛上の脆弱さであった。すでに外国人が市外を闊歩し、そのふるまいは外交上の問題でもあるため取り締まりすら及ばなくなりつつあった。そういう情勢下で海防網の強化は喫緊の課題であったが、台場の強化はおろか大砲の刷新すらできず、外国人の目に触れぬよう旧来の大砲は覆いをして隠してやり過ごすような有様であり、このまま彼らの増長を許していてはいつ何がきっかけで戦端が開かれるかわからない─そうした危機感の元、幕府の財政難を見越した上で、旧来地形のうちの良地4ヶ所と新規希望の2ヶ所、あわせて6ヶ所の台場改築・新築を要望する。すなわち、箱館湾内深くに新築を求めた築島台場・沖之口台場、旧来台場のうち箱館対岸の矢不来台場、函館山西側の押付台場・東側の立待台場、そして弁天台場であった。

## 改築計画の予算化と始動
箱館御役所の移転および海防網の刷新は、箱館表の強化策としてとりまとめられ、最終的に
- 箱館御役所土塁および御役所建物の移転・新築（後の五稜郭）および役宅群築造
- 御役所周辺の治水工事
- 函館湾の台場のうち弁天台場の改築・築島台場・沖之口台場の新築[注釈 14]

を総額40万両、年2万両ずつの20年割符という形で予算化し、起案された安政3年(1856年)を起点として執行されることとなった。このうち最初に起工されたのが弁天台場の改築である。
当初計画予算は10万両と御役所土塁（9万8千両）を上回り、加えて御役所土塁と同じく24ポンド長カノン砲50門分の4万両が計上されており、築島台場の新築4万5千両・砲20門分1万6千両と沖之口台場の新築2万両・砲5門分4千両を合わせると22万5千両となり、当時の海陸の予算配分、引いては施策上の優先度はやや海防優先に傾いていたといえる。
当初計画図でもちょうど50ヶ所の砲座が据えられており、それぞれに外側に向けて開いた砲眼が備えられるなど、欧州軍事教本における砲台構造にのっとった設計であったことが伺える。不定形の六角形からなる多角形砲台は、函館山の北端であり湾の入り口にあたる弁天台場の位置と、それぞれの辺が向く砲火の方向と刷新予定であった海防砲台との連携（この海防網は結局完成しなかった）とを合わせて考えるに、当時国内で参照可能な欧州海防理論教本のうちの嚆矢であり、品川台場の設計などにも援用されたと推定されるJ. M. エンゲルベルツの著書"Proeve eener verhandeling over de kustverdediging"（『沿岸防衛論』）などの影響が伺える。

## 竣工時に省かれたものとその背景

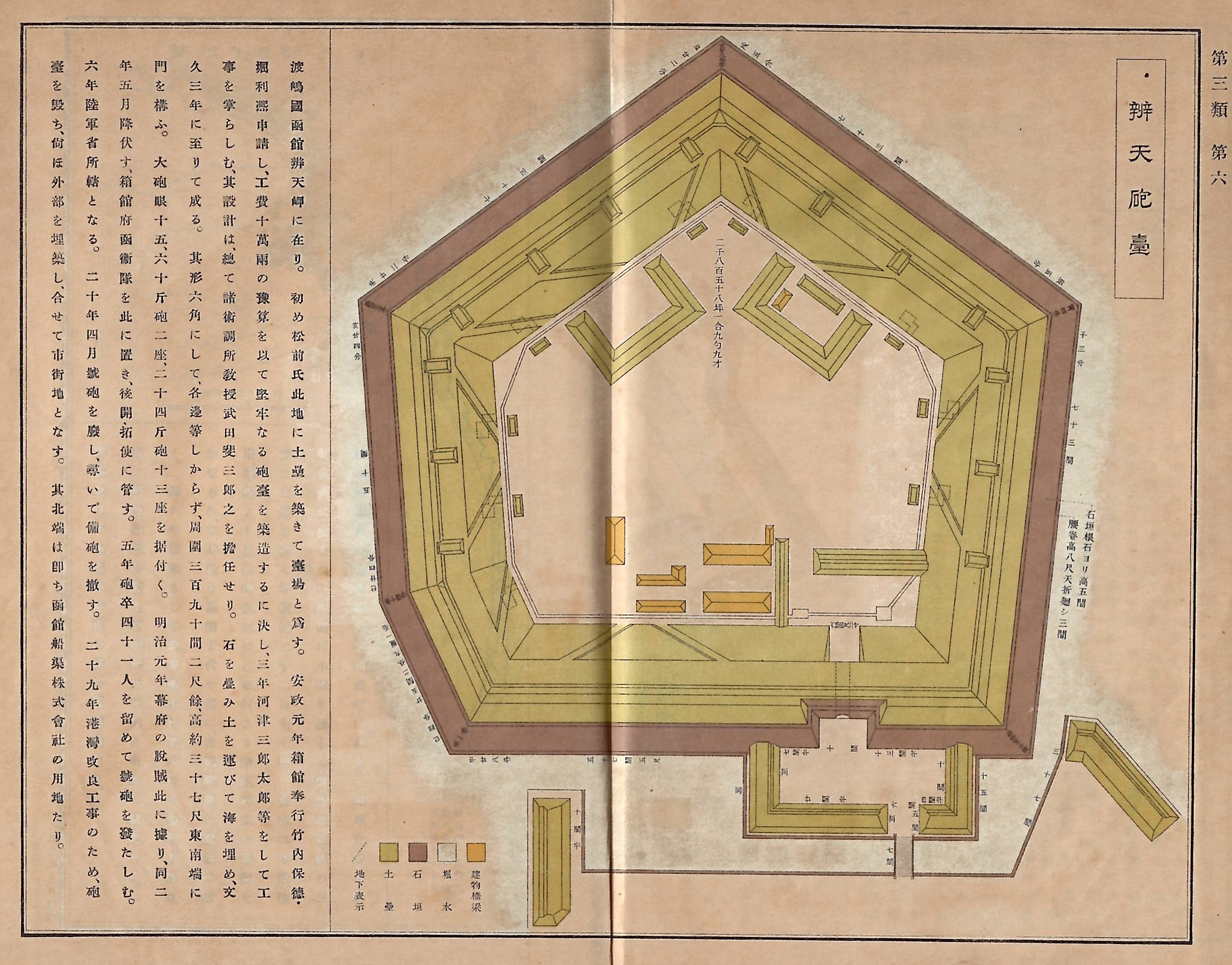
弁天台場平面図（竣工後）。『北海道史 附録地図』（大正7年・1918年）所収。

こうして着工した弁天台場であったが、最終的に台場・大砲予算合わせて10万7277両余を費やし文久3年（1863年）に竣工する。完成までの7年間に交付された予算の総額14万両のうち約8割を費やしての施工となったが、大砲は50門の計画が15門となり、これに伴い堡塁に砲眼は設けられず、堡壁14基に隔てられた、レール上に砲車を設置して射角・姿勢を制御し堡塁ごしに大型砲を撃つ新式海墩砲車式の砲座をそれぞれの砲ごとに据えていたことが、箱館戦争後の図面や遠望写真などから推定できる。
とはいえ弁天台場は同計画において予算上恵まれた部類と言える。五稜郭は当初予算合計13万8千両から4万4855両余と予定の約3割しか費やすことが出来ず、加えて大砲の予算執行はゼロであった。箱館御役所建物・役宅は4万4854両余と当初予定1万5千両の3倍の予算が付与されたが、最終的に慶応2年（1866年）の五稜郭竣工を以て年賦払いは清算され、それまでの11ヶ年分、総額21万5千両、当初計画の約半分の予算を執行して箱館表整備計画は終わる。
この背景には、計画当初時に危惧された諸外国による武力による接触が結果的に勃発しなかったこと、それにより北方防衛の優先度が下がり、一方開国後に諸外国と日本との彼我の差と関係性が明らかになるとともに、長崎海軍伝習所の創立（安政2年・1855年）以降幕府陸軍(安政6年・1860年)・幕府海軍（文久元年・1861年）の創設、海軍設立に伴う軍艦の購入など、五稜郭・弁天台場のような局所的なハードの面よりも、幕府、あるいは国内全体での人材育成・技術伝習・軍組織の設立とその練成など、それまでの旧来日本の感覚では見落とされてきた部門におけるソフト面を主体とした国防能力の基盤自体の底上げが求められるようになり、自然慢性的な財政難に悩まされていた幕府の、ましてや当時政変の主体であった中央から遠く離れた北方への予算投入の優先度は下がっていったものと考えられる。

## 箱館戦争から弁天台場の終焉まで
弁天台場は、本来諸外国に備えて本邦を守るために築造されたはずが、その後の大政奉還、そして戊辰戦争という世情の激動の結果、実際の運用の機会を得たのは、箱館戦争という内戦においてであった、という皮肉とも言える歴史的経緯を辿ることとなる。
明治元年（1868年）10月に森・鷲ノ木に上陸した旧幕府軍は、徳川本家の地位回復と旧幕臣らによる新政府の一員としての蝦夷地滞在・開拓の認可の朝廷への橋渡しを求めて箱館府知事・清水谷公考に使者を送るが、先んじて迎撃の方針を固めていた箱館府・松前藩・弘前藩の兵に峠下村で夜襲を受け、撃退する。これを以てもはや戦闘やむなしとみた榎本武揚らは進軍を決定し、これを以て箱館戦争が勃発する。
まず大鳥圭介率いる部隊が函館平野方面を制圧し、箱館を離脱した清水谷らに代わって五稜郭に入城。川汲峠を抜けた土方歳三らと合流した後、敵対姿勢を崩さない松前藩に対し南から土方歳三・東から松岡四郎次郎の率いる部隊がそれぞれ進撃し制圧、藩主松前徳廣らの青森への離脱を以て渡島平定を達成する。明治元年12月15日、箱館港に停泊中の軍艦および弁天台場から101発の祝砲を放ちこれを祝した。

榎本は当初の目的である「徳川本家の地位回復と旧幕臣らによる蝦夷地滞在・開拓の認可」を願う請願書を会談したフランス・イギリスの公使に託し、朝廷の裁可を待ったが、翌明治2年（1869年）2月25日の廷議を以て改めて旧幕府軍を朝敵として征討することが決定し、戊辰戦争最後の戦いである箱館戦争己巳の役が幕を開ける。己巳の役開戦直前の4月7日時点の配備では、弁天台場は（旧幕府軍体制下での）箱館奉行・永井玄蕃を将として、伝習士官隊・箱館新撰組・砲兵・工兵ら約300名が守りについた。

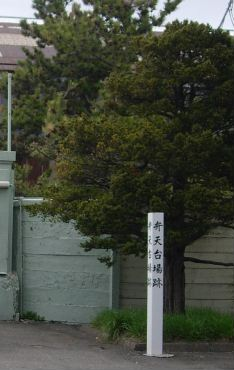
弁天台場跡の碑

前年の開陽・神速2艦の喪失もあり海戦戦力に欠けていた旧幕府軍は、4月9日の乙部への第一軍上陸以降、新政府軍艦隊の沿岸東進を許し、4月24日、ついに新政府軍艦隊の箱館湾侵入を許す。弁天台場は回天・蟠龍・千代田形の3艦と共に侵入した5隻の新政府軍艦に応戦した。その後も4月26日、5月3日、5月7日と新政府軍艦隊による攻撃へ応戦している。
4月28日の矢不来の戦いの敗戦を契機に各ルートを守っていた旧幕府軍陸戦部隊は五稜郭へと帰還。新政府軍は順次兵を送り込み、攻囲体勢が前方・後方ともに全て整った5月11日、海陸総攻撃を開始し、市中は新政府軍の占拠するところとなり、五稜郭との連絡も断たれた状態で、弁天台場は敵中に孤立し海陸両面からの猛攻を受けるようになる。
5月14日、箱館病院の高松凌雲の下で治療を受けていた諏訪常吉と面会した新政府軍軍監の薩摩藩士・池田次郎兵衛が、諏訪の伝言を同じく旧幕府軍の負傷兵であった高橋与四郎・伊奈半次郎に託し、小舟で弁天台場に送り両名を通じて降伏を促した。これを受け、翌5月15日に弁天台場守備兵は抗戦を停止。5月18日の箱館戦争終結を前に、戦いを終えることとなった。
その後は開拓使の所管となり、明治5年（1872年）には砲兵41人を配備し、以降号砲を撃つための砲台として利用された。明治6年（1873年）には陸軍省の所轄となり、明治20年（1887年）には号砲を廃止し、併せて配備されていた砲も撤去された。明治29年（1896年）、港湾改良工事のため取り壊され、現在は函館どつく入口前に碑が建つのみとなっている。弁天台場跡の近隣には、明治34年（1901年）に建設された函館どつくレンガ倉庫が現存している。なおこのとき解体された弁天台場の石材は、函館漁港の船入澗防波堤の資材として再利用されており、平成16年（2004年）に土木学会より「函館港改良施設群」として選奨土木遺産に選定されているほか、平成18年（2006年）には水産庁および公益社団法人全国漁港漁場協会より「未来に残したい漁業漁村の歴史文化財産百選」に認定されている。

### 引用・参照
1. ↑  松前藩時代（『北門史綱』巻之一）・改築申請時（『大日本古文書 幕末外国関係文書之8』144）など。
2. ↑  設計時図面「箱館弁天崎御台場図」「(安政三年)弁天崎台場亀田五稜郭シリキシナイ溶鉱炉建築御用」、「武田斐三郎履歴書」(『武田氏蔵書』所収)など。函館市中央図書館デジタル資料館。
3. ↑  “国立国会図書館デジタルコレクション：検索結果「弁天砲台」”. dl.ndl.go.jp. 2025年6月19日閲覧。
4. ↑  “国立国会図書館デジタルコレクション：検索結果「弁天岬砲台」”. dl.ndl.go.jp. 2025年6月19日閲覧。
5. ↑  “国立国会図書館デジタルコレクション：検索結果「弁天崎砲台」”. dl.ndl.go.jp. 2025年6月19日閲覧。
6. ↑  「(安政三年)弁天崎台場亀田五稜郭シリキシナイ溶鉱炉建築御用」、「武田斐三郎履歴書」(『武田氏蔵書』所収、函館市中央図書館デジタル資料館）、「其設計は、総て諸術調所教授武田斐三郎之を擔任せり。」（『北海道史 附録地図』（大正7年・1918年）所収、弁天台場平面図に附属の台場略歴解説文より）。
7. 1 2 3 4 5  『北海道史 附録地図』（大正7年・1918年）所収、弁天台場平面図に附属の台場略歴解説文より。
8. ↑  岡田健蔵 (1934). “史蹟と名勝”. 近代函館 : 稜城剣光録 函館繁栄史 昭和9年版 (近世社).
9. ↑  大塚高俊 (1934年). “近代函館 : 稜城剣光録 函館繁栄史 昭和9年版”. 国立国会図書館デジタルコレクション, dl.ndl.go.jp. 2025年6月18日閲覧。
10. ↑  函館日日新聞社 (1935年). “函館市誌”. 国立国会図書館デジタルコレクション, dl.ndl.go.jp. 2025年6月18日閲覧。
11. 1 2 3 4  『箱館鎮台史料 其八』、『江戸』5-2
12. ↑  “弁天台場跡 · 日本、〒040-0051 北海道函館市弁天町２０” (日本語). 弁天台場跡 · 日本、〒040-0051 北海道函館市弁天町２０. 2025年6月17日閲覧。
13. ↑  「箱館警固人数の件」松前伊豆守家来発箱館奉行宛、『大日本古文書 幕末外国関係文書之8』19。むしろ後に廃される山背泊のほうが、当時の配備人数は多い（山背泊台場掛…士分1名・徒士3名・足軽9名）。
14. ↑  「…(箱館は)巴頭之如く一塊之孤山海上に突出致し、港湾を抱居候儀ニ付、四面海ニ対し、纔周海三里余の場所に有之、尤大洋江向ひ候方は険岸故、万一之儀有之候共用意ニ上陸等難致候得共、右孤山之麓ニ市廛稠密二櫛比致し、同所町外を桝形と申所より亀田村迄ニ沙地凡二十町程有之、横幅纔三百間計ニ而、東西海を帯し居候二付、軍艦一方に繋泊致し、炮門を開き候節は、通路難相成地勢に御座候」『大日本古文書 幕末外国関係文書之7』248。
15. ↑  「文化度御役宅御取建相成候節とはご時世も相替り、夷人共港中船路も熟し、殊に亜米利加国江は、遊歩之地をも御差許相成候二付、右山上二登り一望仕候得ば、眼下ノ市中は勿論、是迄之役宅幷支配向住居為仕候場所等儘く見おろし、更に障屛も無之、人居多少之虚実も明白ニ相顕れ、其上勝手向庭先迄巨細儘く被見透而は、威厳を貯へ不測を示し候場合無之、平常御取締ニも甚だ差障り…」『大日本古文書 幕末外国関係文書之7』248。
16. ↑  『大日本古文書 幕末外国関係文書之7』248。
17. ↑  「且先年之儀は支配向在勤ニ御座候共、今般は家内引纏在住仕候處、右様一炮粉虀之地ニ妻児家財共差置候而は、自然士気ニも相響可申哉と深く痛心仕候」『大日本古文書 幕末外国関係文書之7』248。
18. ↑  「右ニ付、何れニも御役宅幷支配向住居之場所等は、松前続キ山巒を後ニ取、海湾を前に当る亀田、有川辺ニ而、水路の便を求め、樹陰見隠れ等も可然地所夫々相撰御引移罷成、足手纏ひのもの共為立退候後路も備置、身後之懸念無之様、平常共用意行届候様仕置度…」『大日本古文書 幕末外国関係文書之7』248。
19. ↑  『大日本古文書 幕末外国関係文書之8』129。この段階では御役所土塁については「四方土塁を相設ケ」とあり、和式の方形土塁想定であったと推定される。これが洋式築城法の導入に転換するのは安政2年12月の上申においてである（『大日本古文書 幕末外国関係文書之13』93）。
20. ↑  「灣曲六里餘有之、悉平沙之地ニ付、船中ゟ一望仕候得ば、市廛村落見透ニ相成、進退動止分明ニ相知…」『大日本古文書 幕末外国関係文書之8』144。
21. ↑  「備筒も一向用立兼、既ニ異人共上陸之節は、筒類上覆仕取隱候程之儀ニ而」『大日本古文書 幕末外国関係文書之8』144。
22. ↑  「御豫備筋は幾重ニも嚴重相整候樣御措置無之候而は、夷人共輕慢ニ相募り、不圖兵端をも相開可申歟」『大日本古文書 幕末外国関係文書之8』144。
23. ↑  「臺場之詮更ニ無之、土壘等も手薄ニ付、何とにも御模様替有之、其外新規御取建ニ不相成候而は、一日も御拾置難相成箇所、大凡見込之所左申上候…」『大日本古文書 幕末外国関係文書之8』144。
24. 1 2  『大日本古文書 幕末外国関係文書之14』79。
25. ↑  “函館市中央図書館デジタル資料館”. archives.c.fun.ac.jp. 2025年6月17日閲覧。
26. ↑  Engelberts, J. M. (1839) (オランダ語). Proeve eener verhandeling over de kustverdediging. Doorman
27. ↑  甲斐友太 (2020). 土佐藩砲台跡－史跡の来歴と砲台の軍事的機能－.
28. ↑  『箱館蝦夷地在勤中御用留』。初年の安政3年分を2万両ではなく1万5千両として計算。
29. ↑  『南柯紀行』『蝦夷之夢』『北洲新話』など。
30. ↑  『南柯紀行』『蝦夷之夢』『説夢録』『衝鋒隊戦争略記』『北洲新話』『峠下ヨリ戦争之記』『討北紀略』『松前藩戦争御届書』『太政官日誌』『津軽承昭家記』。
31. ↑  『南柯紀行』『蝦夷之夢』『北洲新話』『説夢録』『戊辰戦争見聞略記』など。
32. 1 2  『北洲新話』。
33. ↑  『復古外記 蝦夷戦記』第四。
34. 1 2 3  『戊辰戦争見聞略記』。
35. ↑  『戊辰戦争見聞略記』『慶応出軍戦状』『蝦地追討記』。
36. ↑  『復古外記 蝦夷戦記』第八。
37. ↑  『戊辰戦争見聞略記』『北洲新話』『南柯紀行』ほか。弁天台場守備についていた箱館新撰組隊士・石井勇次郎は、弁天台場降伏後、降伏を拒む榎本武揚・松平太郎らの説得に赴いている（『戊辰戦争見聞略記』）。
38. ↑  函館開発建設部, 国土交通省北海道開発局. “船入澗防波堤（石積防波堤）とは”. 函館開発建設部. 2025年6月18日閲覧。
39. ↑  “土木学会選奨土木遺産　北海道 / 函館港改良施設群”. www.jsce.or.jp. 2025年6月18日閲覧。
40. ↑  “漁港百選｜公益社団法人 全国漁港漁場協会”. www.gyokou.or.jp. 2025年6月18日閲覧。
41. ↑  『戊辰戦争見聞略記』

### 註釈
1. ↑  後述の通り旧台場時代・改築計画時は「弁天岬台場」ないし「弁天崎台場」が公称であり、「弁天台場」は改築後の俗称が一般化したものである。
2. ↑  遠方には士卒が滞在・駐屯する施設などを併せた勤番所として置かれた。
3. ↑  松前周辺では、安政元年(1854年)に城西町館砲台、立石野砲台、折戸砲台、城東宮前砲台、寅向砲台、根森砲台、白神砲台、吉岡砲台、そして松前城内砲台が洋式に刷新されている(『北門史綱』巻之一)。設計者は松前藩士・藤原主馬で、武田斐三郎とは佐久間象山門下の同期同門(佐久間象山門下生名簿『及門録』)。
4. ↑  この囲郭構造は、幕末当時日本に渡来していた欧州軍学教本に所収された囲郭構造のうち、18世紀フランスの要塞学者であるルイ・コルモンテーニュ（Louis Cormontaigne）の考案したコルモンテーニュ・システムの構造に近似する（時田太一郎 2025「五稜郭における19世紀洋式軍学の実践実態とその特筆性の分析」『北斗市郷土資料館研究紀要』第2号所収、41頁）。
5. ↑  大型砲を船体に数多く備え、推力を以て海上を自在に移動可能な艦砲に対応する沿岸砲台には同程度の威力と射程を有する対艦砲が求められた。
6. ↑  嘉永3年（1850年）、箱館在地の松前藩士である代嶋剛平により函館山西側に連なる弁天岬、山背泊、押付の3砲台の改築が建言されている（『北門史綱』巻之一）。代嶋は後に箱館奉行麾下に移り、安政3年（1856年）からの弁天台場新築にも関わっている。
7. ↑  「いっぽうふんさい」。砲撃一つで粉々に砕け散ること。
8. ↑  現在の金森赤レンガ倉庫付近が予定地であった。
9. ↑  現在の緑の島のたもと付近が予定地であった。
10. ↑  天保期の蝦夷地上知の頃から存在。幕領期の警衛割り当ては盛岡藩で、松前藩の蝦夷地復領(文政4年・1821年)後は同藩に帰属した（『北門史綱』など）。
11. ↑  現在の函館市船見町付近。北側近傍にあった山背泊台場と合併改築する予定（『大日本古文書 幕末外国関係文書之8』144）であった。
12. ↑  現在の立待岬付近。
13. ↑  上申にある呼称は「弁天岬台場」（『大日本古文書 幕末外国関係文書之8』144）。
14. ↑  刷新を請願された6台場のうち残り3台場は、押付・立待は旧来のまま南部藩預かり（『箱館真景絵図　文久二年（函館市中央図書館デジタル資料館）』にある各台場に「南部美濃守御固目」とある）、矢不来は同じく旧来のまま松前藩預かりとなった（『北門史綱』）。
15. ↑  上述の通り大砲が寄贈品により賄われたとすれば、台場本体の予定総工費に対して若干の赤字となる。
16. ↑  この情報は、五稜郭は「自前」の大砲を一切持てなかったことを間接的に証明する。
17. ↑  蝦夷地渡来および箱館占拠に及び、旧幕府軍の立場を聞き外交上の取り扱いを定めるため。『北洲新話』『蝦夷錦』など。
18. ↑  旧幕府陸軍の系譜を引く伝習隊の分隊。隊長は滝川充太郎。伝習隊は伝習士官隊と伝習歩兵隊の2隊に編成されていた。
19. ↑  京から東北へと転戦する中で初期メンバーのほとんどを離脱・喪失した新撰組が、蝦夷地渡航前に唐津藩・松山藩・桑名藩の同行希望者を周旋し再編成した部隊。